# Nyodes petersi
Nyodes petersi là một loài bướm đêm trong họ Noctuidae.